# مشاصير (المسيمير)

تعديل مصدري - تعديل

مشاصير هي إحدى قرى عزلة المسيمير بمديرية المسيمير التابعة لمحافظة لحج، بلغ تعداد سكانها 106 نسمة حسب تعداد اليمن لعام 2004.